# Adlkofen
Adlkofen è un comune tedesco di 3 885 abitanti, situato nel land della Baviera.
Gemellaggi
• 🇮🇹 Badia Calavena, dal 1988